# Liste der Baudenkmäler in Lichtenbroich
Die Liste der Baudenkmäler in Lichtenbroich enthält die denkmalgeschützten Bauwerke auf dem Gebiet von Düsseldorf-Lichtenbroich, Stadtbezirk 6, in Nordrhein-Westfalen. Diese Baudenkmäler sind in der Denkmalliste der Stadt Düsseldorf eingetragen; Grundlage für die Aufnahme ist das Denkmalschutzgesetz Nordrhein-Westfalen (DSchG NRW).

## Baudenkmäler
| Bild           | Bezeichnung       | Lage                        | Beschreibung | Bauzeit   | Eingetragen seit | Denkmal- nummer |
| -------------- | ----------------- | --------------------------- | ------------ | --------- | ---------------- | --------------- |
| weitere Bilder | St. Maria Königin | Krahnenburgstraße 3 Karte   |              | 1956–1958 | 27. Mai 2009     | A 1582          |
| BW             |                   | Krahnenburgstraße 29a Karte |              | 1799      | 2. Juli 2021     | A 1678          |